# Arkadiusz Czech
Arkadiusz Jerzy Czech (ur. 25 listopada 1961 w Tarnowskich Górach) – polski nauczyciel i samorządowiec, od 2006 burmistrz Tarnowskich Gór.

## Życiorys
Urodził się w Tarnowskich Górach. Kształcił się w Szkole Podstawowej nr 11 w Bobrownikach (przyłączonych w 1973 do Tarnowskich Gór), uczęszczał do Państwowej Szkoły Muzycznej im. Ignacego Paderewskiego w Tarnowskich Górach. W 1980 został absolwentem II Liceum Ogólnokształcącego im. Stanisława Staszica. Trzy lata później otrzymał tytuł muzyka instrumentalisty w zakresie gry na flecie w Państwowej Szkole Muzycznej I i II stopnia im. Stanisława Moniuszki w Zabrzu. W 1986 ukończył studia magisterskie z zakresu fizyki technicznej na Politechnice Śląskiej w Gliwicach. W latach 90. podyplomowo kształcił się w zakresie zarządzania oświatą na Akademii Ekonomicznej w Katowicach.
Odbył służbę wojskową w Oleśnicy, następnie został zatrudniony jako nauczyciel fizyki oraz wychowania technicznego w swoim macierzystym liceum ogólnokształcącym. W 1992 objął stanowisko zastępcy dyrektora tej szkoły. W 1994 został wybrany na radnego rady miasta Tarnowskie Góry. W 1998 uzyskał mandat radnego powiatu tarnogórskiego (był jej wiceprzewodniczącym do 2000). Związany wówczas z Unią Wolności, kandydował w 2001 bez powodzenia z jej ramienia do Sejmu. W latach 1999–2002 członek rady dzielnicy Bobrowniki Śląskie-Piekary Rudne. W kadencji 2002–2006 ponownie był członkiem rady miasta i – z przerwą – jej przewodniczącym.
W wyborach w 2006 z ramienia Inicjatywy Obywatelskiej Powiatu Tarnogórskiego i z poparciem Platformy Obywatelskiej kandydował na urząd burmistrza Tarnowskich Gór. Wygrał w II turze z ubiegającym się o reelekcję Kazimierzem Szczerbą z SLD, otrzymując 51% głosów. W 2010 w II turze – podobnie jak cztery lata wcześniej – zwyciężył z Kazimierzem Szczerbą, tym razem otrzymując około 69% głosów. W 2014 z powodzeniem ubiegał się o reelekcję z wynikiem blisko 65% w I turze, pokonując Jarosława Ślepaczuka (PO), Barbarę Dziuk (PiS) oraz Jana Jerzego Miodka (SLD Lewica Razem). Ponownie w I turze zwyciężył w wyborach w 2018, uzyskując ponad 63% głosów i pokonując Janusza Śnietkę (PiS), Łukasza Garusa (KO) oraz Jana Jerzego Miodka (SLD Lewica Razem). W 2024 został wybrany na piątą kadencję z rzędu – w II turze z wynikiem niespełna 55% głosów pokonał wówczas Zofię Lesiewicz (KO).

## Odznaczenia
- Złoty Krzyż Zasługi (2022)[10][11]
- Srebrny Krzyż Zasługi (2003)[12]
- Brązowa Odznaka „Zasłużony dla Ochrony Przeciwpożarowej” (2010)[13]

## Życie prywatne
Od 1994 żonaty, ma dwóch synów: Jakuba i Jana.